# Петер фон Аспелт
Петер фон Аспелт (на немски: Peter von Aspelt; Peter von Aichspelt, Peter von Basel, Peter von Mainz; * ок. 1245, Аспелт, Люксембург; † 5 юни 1320, вер. в Майнц) е епископ на Базел (1297 – 1306) и от 1306 до смъртта си през 1320 г. архиепископ на Майнц.

## Живот
Петер не е от благородническа фамилия и е син на служител на абатството „Св. Максимин“ в Трир. Той следва в Трир и след завършването става през 1280 г. свещеник. Същата година става капелан и домашен лекар на крал Рудолф фон Хабсбург.
През 1289 г. Петер започва служба при крал Венцел II от Бохемия, на когото е канцлер или протонотар от 1296 до 1305 г. През 1304 г. е затворен близо до Улм от Албрехт от Австрия и граф Рудолф II фон Верденберг-Сарганс.
През 1296 г. Петер е избран за епископ на Базел и през 1306 г. за архиепископ на Майнц от папа Климент V.
Под натиска на Петер фон Аспелт, архиепископ на Майнц, на 20 октомври 1314 г. е избран за римско-немски крал Лудвиг IV Баварски.
Петер умира на 5 юни 1320 г. и е погребан в катедралата на Майнц.